# Damnacantal
El Damnacantal es un compuesto orgánico natural que se ha aislado, estudiado y sintetizado por sus propiedades fitoquímicas y anticancerígenas. 

## Historia
Fue aislado y caracterizado por primera vez por S. Nonomura en 1955 de las raíces de las plantas de la Familia Rubiaceae: Damnacanthus major y Damnacanthus indicus, de ahí su nombre.
Sin embargo, Nonomura reportó una similitud cercana entre el damnacantal y otra antraquinona aislada antes, en el año 1894 por Perkin y Hummel la cual presentó propiedades físicas similares: punto de fusión 208 °C y fórmula molecular C
16H
10O
5 de la planta Morinda umbellata L.

## Características
El damnacantal es una antraquinona, con fórmula química C
16H
10O
5, ha sido obtenido por extracción de raíces de plantas del género Morinda y Damnacanthus junto con otras antraquinonas empleando solventes como etanol, metanol, etil acetato y cloroformo. Puede extraerse del Noni (Morinda citrifolia), encontrándose principalmente en la raíz de esta planta.
Es un sólido que se presenta en forma de cristales aciculares de color amarillo pálido. Su punto de fusión es 211 °C. Al igual que otras antraquinonas con estructura similar como la alizarina, posee propiedades como pigmento natural.

## Síntesis
Ha sido aislado y sintetizado en diversos trabajos y su estructura química ha sido caracterizada por 1H NMR, 13C NMR, espectroscopía Infrarroja y Difracción de Rayos X.

## Propiedades
Se ha comprobado que es el inhibidor más potente de la p56lck tirosina quinasa. Un estudio publicado en la revista Scientific Reports en enero de 2015 reveló que el damnacantal tiene un efecto directo in vitro e in vivo sobre una proteína específica, c-Met, también conocida como MET o receptor del factor de crecimiento de hepatocitos, la cual ha sido identificada como un nuevo blanco potencial para el tratamiento terapéutico del carcinoma hepatocelular. Además de tener un efecto sobre c-Met, se identificó en dicho estudio que el damnacantal inhibe el crecimiento y el potencial clonogénico de las células de carcinoma hepatocelular Hep G2, al igual que induce la apoptosis de Hep G2.